# UFC Fight Night: Yusuff vs. Barboza
UFC Fight Night: Yusuff vs. Barboza（ユーエフシー・ファイトナイト：ユサフ・バーサス・バルボーザ、別名UFC Fight Night 230、UFC on ESPN+ 88）は、アメリカ合衆国の総合格闘技団体「UFC」の大会の一つ。2023年10月14日、ネバダ州ラスベガスのUFC APEXで開催された。

## 大会概要
本大会はソディック・ユサフとエジソン・バルボーザのフェザー級戦が組まれた。

## 試合結果

### プレリミナリーカード
第1試合 女子ストロー級 5分3R
○  エミリー・デュコテ vs.  アシュリー・ヨーダー ×
3R終了 判定2-1（30-27、29-28、29-28）
第2試合 バンタム級 5分3R
○  クリス・グティエレス vs.  アラテン・ヘイリ ×
3R終了 判定3-0（30-27、30-27、30-27）
第3試合 女子バンタム級 5分3R
○  メリッサ・ディクソン vs.  イリーナ・アレクシーバ ×
3R終了 判定3-0（30-27、29-28、29-28）
第4試合 ライト級 5分3R
○  テランス・マッキニー vs.  ブレンダン・マロット ×
1R 0:20 TKO（右膝蹴り→パウンド）
第5試合 女子バンタム級 5分3R
○  タイナラ・リズボア vs.  ハベナ・オリベイラ ×
3R終了 判定3-0（29-28、29-28、29-28）
第6試合 フェザー級 5分3R
○  ダレン・エルキンス vs.  TJ・ブラウン ×
3R 2:23 リアネイキドチョーク

### メインカード
第7試合 140ポンド契約 5分3R
○  クリスチャン・ロドリゲス vs.  キャメロン・サーイマン ×
3R終了 判定3-0（30-27、30-27、29-28）
※ロドリゲスの体重超過によりバンタム級から変更。
第8試合 ミドル級 5分3R
○  ミシェル・ペレイラ vs.  アンドレ・ペトロスキー ×
1R 1:06 TKO（右ストレート→パウンド）
第9試合 バンタム級 5分3R
○  ジョナサン・マルチネス vs.  エイドリアン・ヤネス ×
2R 2:26 TKO（左ローキック）
第10試合 女子フライ級 5分3R
○  ビビアン・アラウジョ vs.  ジェニファー・マイア ×
3R終了 判定3-0（29-28、29-28、29-28）
第11試合 フェザー級 5分5R
○  エジソン・バルボーザ vs.  ソディック・ユサフ ×
5R終了 判定3-0（49-46、48-46、48-46）

### 各賞
ファイト・オブ・ザ・ナイト：エジソン・バルボーザ vs. ソディック・ユサフ
パフォーマンス・オブ・ザ・ナイト：ジョナサン・マルチネス、ミシェル・ペレイラ
各選手にはボーナスとして5万ドルが授与された。

### カード変更
負傷などによるカードの変更は以下の通り。